# José Armando Guerra Menchero
José Armando Guerra Menchero (* 9. Mai 1942 in Santiago de Cuba; † 27. November 2007 in Havanna) war ein kubanischer Botschafter.

## Leben
Er war am Angriff auf die Moncada-Kaserne beteiligt und Mitglied des Movimiento 26 de Julio und der Fuerzas Armadas Revolucionarias. Er trat 1960 unter Außenminister Raúl Roa García in den auswärtigen Dienst. Von April 1978 bis 1982 war er als Botschafter in Tokio und von 1991 bis 1995 in Peking eingesetzt. Ab 1999 wurde er als Stellvertretender Außenminister berufen.
José Armando Guerra Menchero war mit Mercedes Crespo Villate verheiratet.

## Veröffentlichungen
- A la zaga de Roa: memorias de un diplomático